# トルド・グスタフセン
トルド・グスタフセン（Tord Gustavsen、1970年10月5日 - ）はノルウェー出身のジャズ・ピアニスト。
主に自己のピアノ・トリオを中心として、サックスを加えたカルテット、さらに女性ヴォーカリストを加えたアンサンブルで活動している。

## バイオグラフィ
1970年10月5日、オスロ生まれ、アーケシュフース県の農村 Hurdal で育つ。現在は中央オスロの東部 Enerhaugen に在住している。
4歳よりピアノを弾き始める。19歳でオスロ大学に入学し、心理学や社会学、宗教史を学ぶ。その後ジャズにも興味を持っていた彼は、トロンハイム音楽院（the Conservatory of Music Trondheim）のジャズ科に入学。学生時代より音楽活動を始め、学生仲間と国内のクラブやフィスティバルで演奏したり、周辺国をライブツアーをしていたりした。卒業後はオスロに戻り、さらに音楽理論をオスロ大学で学んだ。
1999年にノルウェーの歌手のシリ・グジャレ（en:Siri Gjære）とアルバムを発表。2000年にはパット・メセニーがプロデュースした「やさしい風につつまれて」のヒット曲で知られるセリアのバック・ミュージシャンをしていた。
2003年にともにセリアのバックをしていたベーシストのハラルド・ヨンセンとドラマージャール・ヴェスペスタッドと自己トリオでデビュー・アルバムChanging PlacesをECMレコードより発表し、自己の活動も開始する。
2008年には新プロジェクトとして自己アンサンブルを立ち上げる。

## ディスコグラフィ

### トリオ
Piano：トルド・グスタフセン、
Bass：ハラルド・ヨンセン、Drums：ジャール・ヴェスペスタッド
| titles          | year | label    |
| --------------- | ---- | -------- |
| Changing Places | 2003 | ECM 1834 |
| The Ground      | 2004 | ECM 1892 |
| Being There     | 2007 | ECM 2017 |

### カルテット
Piano：トルド・グスタフセン、Alt & Tenor Sax：トーレ・ブルンボルグ、
Bass：マッツ・アイラーツェン、Drums：ジャール・ヴェスペスタッド
| titles          | year | label    |
| --------------- | ---- | -------- |
| The Well        | 2011 | ECM 2237 |
| Extended Circle | 2014 | ECM 2358 |

### アンサンブル
上記カルテット + 女性ヴォーカル：クリスティン・アスビョルンセン
| titles             | year | label    |
| ------------------ | ---- | -------- |
| Restored, Returned | 2009 | ECM 2107 |